# Taneti Maamau
Taneti Maamau (n. 16 septembrie 1960, Onotoa⁠(d), Gilbert Islands⁠(d), Kiribati) este un politician din Kiribati care ocupă funcția de al cincilea președinte al statului Kiribati din anul 2016. Membru al partidului Tobwaan Kiribati, el promovează politici menite să întărească economia fragilă a țării și să atenueze problemele sociale. Guvernul său a lansat inițiativa Viziunea Kiribati pentru 20 de ani (KV20), care prevede dezvoltarea industriilor turismului și pescuitului cu sprijinul investitorilor străini.
Guvernul condus de Maamau a încetat recunoașterea Taiwanului în favoarea unor relații mai strânse cu China, decizie care a stârnit îngrijorare atât în interiorul propriului partid, cât și în rândul opoziției și al țărilor occidentale. El a respins politica predecesorului său privind schimbările climatice intitulată Migrarea cu demnitate (Migration With Dignity). După realegerea sa în 2020, Maamau a prezentat planuri de combatere a creșterii nivelului mării prin ridicarea insulelor din Kiribati, inclusiv prin dragare, cu sprijin din partea unor aliați străini precum China.
În anul 2022, guvernul său a fost intens criticat pentru declanșarea unei crize constituționale prin suspendarea tuturor judecătorilor de la curțile superioare. A fost reales în 2024 pentru un al treilea și ultim mandat.

## Biografie
Taneti Maamau s-a născut la 16 septembrie 1960. Originar din Onotoa, Maamau a urmat cursurile Universității Pacificului de Sud, obținând ulterior un masterat la Universitatea din Queensland, Australia. În anul 2003, și-a finalizat teza de masterat privind politicile de industrializare și comerț din India.
În anul 1997, Maamau a început activitatea în administrația publică în calitate de ofițer de planificare în cadrul Ministerului Finanțelor și Dezvoltării Economice. Președintele Teburoro Tito⁠(d) l-a numit, la mijlocul anilor 1990, secretar general al ministerului, iar ulterior Maamau a ocupat și funcția de secretar general al Ministerului Comerțului, Industriei și Cooperativelor.
În anul 2002, Maamau a demisionat din funcția publică pentru a intra în politică și a obținut unul dintre cele două mandate pentru circumscripția Onotoa în alegerile din 2007. A fost reales deputat în Maneaba ni Maungatabu (parlamentul național) în anii 2011 și 2015. Între 2003 și 2016, funcția de președinte a fost deținută de Anote Tong, perioadă în care Maamau a activat în opoziție.
După alegerile parlamentare din perioada 2015–2016, partidele United Coalition și Maurin Kiribati s-au unit, formând Tobwaan Kiribati Party. În februarie 2016, această formațiune l-a desemnat pe Maamau drept candidat la alegerile prezidențiale. De asemenea, acesta a beneficiat de sprijinul lui Tito. A câștigat alegerile, obținând aproape 60% din voturi în fața partidului aflat la guvernare. A fost învestit oficial în funcția de președinte la data de 11 martie 2016.

## Președinția

### 2016–2020
Politicile lui Maamau s-au concentrat asupra problemelor economice și sociale. Într-o sesiune legislativă din aprilie, guvernul a anunțat schimbări de politică ce au extins educația gratuită până la clasa a XII-a. Totodată, a fost instituit un comitet pentru investigarea corupției și a abuzului de putere și s-a acordat un grant de un milion de dolari celor două principale biserici creștine.
În ciuda lipsei de servicii sanitare, a șomajului și a creșterii costului vieții în capitala South Tarawa, mulți i-kiribati din insulele exterioare migrează către aceasta. Maamau a încercat să dezvolte comerțul și industria prelucrării nucii de cocos pentru a reduce migrația și sărăcia. În aceeași sesiune legislativă, el a dublat subvenția pentru copra (miez uscat de nucă de cocos), care asigură un preț garantat pentru cetățenii ce vând copra guvernului, de la 1 dolar/kg, stabilit anterior de Tong. Un jurnalist de la Inside Climate News a relatat că, în urma acestei măsuri, pe insula Abaiang⁠(d) oferta de nuci de cocos a scăzut. Culegătorii de copra au devenit extrem de competitivi, ajungând chiar să recolteze fructe necoapte. Subvenția reprezenta 14% din cheltuielile anuale preconizate ale guvernului.
Administrația lui Anote Tong susținea că, din cauza schimbărilor climatice și a creșterii nivelului mării, relocarea era probabil inevitabilă. Tong a promovat activ situația statului Kiribati pe plan internațional. În schimb, Maamau a respins politica lui Tong privind „migrarea cu demnitate”. Deși Maamau nu neagă schimbările climatice, el împărtășește credința, comună în rândul populației, că doar voința divină ar putea distruge Kiribati.
La COP23 din 2017, Maamau a declarat că „guvernul meu a decis să renunțe la scenariul eronat și pesimist al unei națiuni care se scufundă”. A prezentat un videoclip ce descria Viziunea Kiribati pe 20 de ani (KV20), ce include investiții în turism și pescuit pentru a scoate țara din sărăcie și ridicarea terenului în Tarawa⁠(d) pentru construirea de locuințe. De asemenea, a menționat că guvernul urmărește atragerea de ajutoare externe și investitori pentru dezvoltarea afacerilor și a turismului, inclusiv construirea de stațiuni turistice. Între 2017 și 2019 nu au fost adoptate măsuri concrete de adaptare la schimbările climatice, an în care guvernul a publicat Planul Comun de Implementare pentru Schimbări Climatice și Gestionarea Riscului de Dezastre din Kiribati (KJIP).
Matthieu Rytz, regizorul documentarului Anote’s Ark despre schimbările climatice în Kiribati, susținut de Anote Tong, a declarat că a fost reținut în ianuarie 2018, iar laptopul său i-a fost confiscat. Rytz a mai afirmat că guvernul deporta toți jurnaliștii străini după catastrofa feribotului Butiraoi și restricționa libertatea presei.
În august 2018, Maamau a fost numit cancelar al Universității Pacificului de Sud.
În septembrie 2019, Maamau a schimbat recunoașterea diplomatică a Kiribati dinspre Taiwan către China. Drept consecință, treisprezece parlamentari au părăsit partidul său și au înființat propriul partid, Kiribati First Party, condus de fostul președinte Banuera Berina⁠(d). Maamau i-a numit „trădători”, declarând că a fost surprins de decizie, dar că o respectă. Berina a afirmat că Maamau nu a consultat parlamentarii înainte de luarea deciziei.
Se presupune că Maamau a declarat că Taiwanul a ignorat în mod repetat solicitările sale de a contribui la KV20, inclusiv prin achiziționarea pentru Kiribati a unui avion brazilian în valoare de 30 de milioane de dolari. În martie, președinta taiwaneză Tsai Ing-wen nu a vizitat Kiribati în timpul unui turneu oficial în regiune, fapt interpretat de guvern ca un afront. Berina a afirmat că a părăsit partidul după ce a aflat de la surse taiwaneze că Tsai fusese entuziasmată să viziteze Kiribati, dar i s-a spus că nu poate face acest lucru deoarece Maamau se afla în Fiji. Schimbarea a fost criticată de primul președinte al țării, Ieremia Tabai, precum și de alți membri ai opoziției, care au organizat proteste pro-Taiwan în Tarawa.

### 2020 – prezent
La 6 ianuarie, Maamau a semnat în China un memorandum de înțelegere privind aderarea la Inițiativa Belt and Road. După întâlnirea cu Maamau, Xi Jinping a lăudat guvernul Kiribati pentru că se află „de partea corectă a istoriei”. În alegerile parlamentare din 2020, partidul lui Maamau a pierdut majoritatea parlamentară, obținând doar 20 de locuri. A candidat pentru un nou mandat în alegerile prezidențiale din 2020, avându-l contracandidat pe Berina. Ambele tabere s-au acuzat reciproc de corupție. Berina a promis că, dacă va fi ales, va inversa decizia de orientare diplomatică pro-China. Taneti a câștigat alegerile cu 59% din voturi și a fost învestit oficial pentru al doilea mandat la 24 iunie 2020.
În luna august, Maamau a anunțat planuri de ridicare a nivelului insulelor Kiribati prin dragare. A căutat sprijin din partea aliaților, precum China, pentru proiecte care, potrivit acestuia, ar necesita miliarde de dolari, dar a afirmat că va păstra independența Kiribati și nu va contracta împrumuturi mari din străinătate. A respins, de asemenea, îngrijorările Statelor Unite cu privire la posibilitatea construirii unei baze militare chineze pe insula Kiritimati. Tong achiziționase terenuri în Fiji, destinate, potrivit declarațiilor sale, relocării populației i-kiribati în cazul în care insulele deveneau nelocuibile din cauza creșterii nivelului mării. Au existat speculații conform cărora Maamau ar putea oferi sau vinde acest teren Chinei. În februarie 2021, Maamau a anunțat planuri de transformare a acestuia într-o fermă comercială, cu sprijin tehnic din partea Chinei.
În octombrie 2020, Maamau și alți patru lideri din Micronezia au amenințat cu retragerea țărilor lor din Pacific Islands Forum, considerând că forumul nu le susține interesele. Un candidat polinezian fusese ales secretar general în locul unui candidat micronezian susținut de aceștia, ceea ce, în opinia lor, încălca un „acord de onoare” privind rotația funcției între regiunile Pacificului. Maamau a retras oficial Kiribati din forum în iulie 2022.[26] Decizia a fost considerată un regres pentru regionalismul din Pacific, într-un context în care influența Chinei în regiune creștea, generând tensiuni geopolitice. În 2023, Kiribati a reintrat în forum.
În criza constituțională din Kiribati din 2022, modul în care guvernul a tratat corpul judiciar a fost condamnat de instituții judiciare internaționale. În septembrie 2022, Maamau l-a suspendat pe termen nelimitat pe judecătorul David Lambourne, cetățean australian. Opoziția a interpretat acțiunea ca o pedeapsă aplicată soției acestuia, Tessie Eria Lambourne, lidera opoziției. Maamau a procedat în același mod și în cazul celor trei judecători ai curții de apel și al președintelui Curții Supreme, după ce aceștia s-au pronunțat împotriva deportării lui Lambourne.
Kiribati nu a înregistrat niciun caz de COVID-19 în primii doi ani ai pandemiei. La 22 ianuarie 2022, guvernul a anunțat instituirea carantinei după ce pasageri ai primului zbor comercial din ultimele zece luni au fost testați pozitiv. Virusul s-a răspândit apoi în Tarawa, unde jurnalistul independent Rimon Rimon a declarat pentru revista Time că mulți cetățeni au fost nemulțumiți de deschiderea granițelor în condițiile în care în Fiji izbucnise un focar. Biroul președintelui Maamau a făcut apel la populație să se vaccineze. La acel moment, doar 50% dintre locuitori erau vaccinați complet.
Guvernul lui Maamau a susținut activ extracția de minerale din adâncurile oceanului, poziționându-se astfel în opoziție cu organizațiile de mediu.
În martie 2024, Reuters a relatat că polițiști chinezi colaborau cu forțele de ordine din Kiribati, ca parte a unui plan mai larg al Chinei de a dezvolta relații de securitate cu statele din Pacific. Acest fapt a generat controverse în rândul țărilor precum Australia și Statele Unite, care se temeau că China urmărește să-și extindă controlul extraterritorial și capacitățile de supraveghere. Relațiile pro-China, politica climatică și costul vieții au fost teme majore în alegerile din 2024. Maamau a fost reales în parlament pentru circumscripția Onotoa, iar apoi a obținut un al treilea și ultim mandat prezidențial cu 55% din voturi.

## Viață personală
Maamau a activat timp de mai mulți ani ca diacon al Kiribati Uniting Church înainte de a intra în politică. Este căsătorit cu Teiraeng Tentoa Maamau, originară din Tabiteuea⁠(d), împreună cu care are trei copii și doi nepoți.